# Río (Puertomarín)
Río (llamada oficialmente San Mamede do Río) es una parroquia y una aldea española del municipio de Puertomarín, en la provincia de Lugo, Galicia.

## Otras denominaciones
La parroquia también es conocida por el nombre de San Mamede de Río.

## Organización territorial
La parroquia está formada por ocho entidades de población:

### Entidades de población
Entidades de población que forman parte de la parroquia:
- O Hospital
- Pousada
- O Rego do Can
- San Mamede do Río
- A Silva
- Ventas de Narón (Vendas de Narón)
- Vigo

## Demografía

### Parroquia
| Gráfica de evolución demográfica de Río (parroquia) entre 2000 y 2020 |
|                                                                       |
| Datos según el nomenclátor publicado por el INE.                      |

### Aldea
| Gráfica de evolución demográfica de San Mamede do Río (aldea) entre 2000 y 2020 |
|                                                                                 |
| Datos según el nomenclátor publicado por el INE.                                |